# Teknikåret 1970

## Händelser

### Juni
- Juni - Telefunken demonstrerar Teldec Video Disc för allmänheten i Berlin.[1]

### Okänt datum
- SRI International:s Shakey blir den första rörliga robot att kontrolleras av artificiell intelligens [2].
- I USA angriper Vietnamkrigets motståndare datorcentrum vid universitet [2].
- I Valdosta, Georgia installeras USA:s första uttagsautomat [2].
- ARPANET öppnar fyra stationer i USA [2].
- Xerox öppnar Palo Alto Research Center (PAC) i USA [2].